# قائمة الجبال في سلطنة عمان

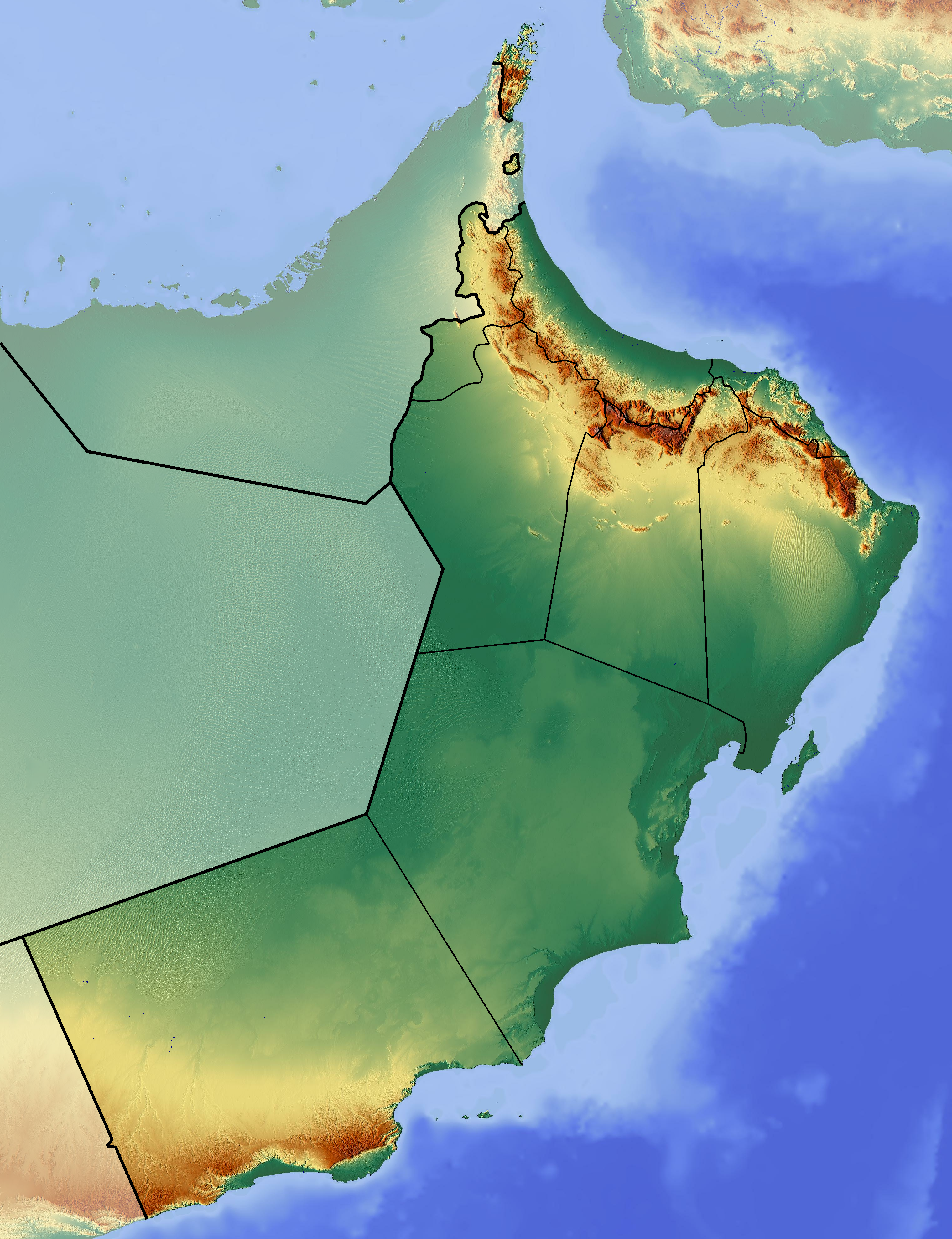
خريطة طبوغرافية سلطنة عمان

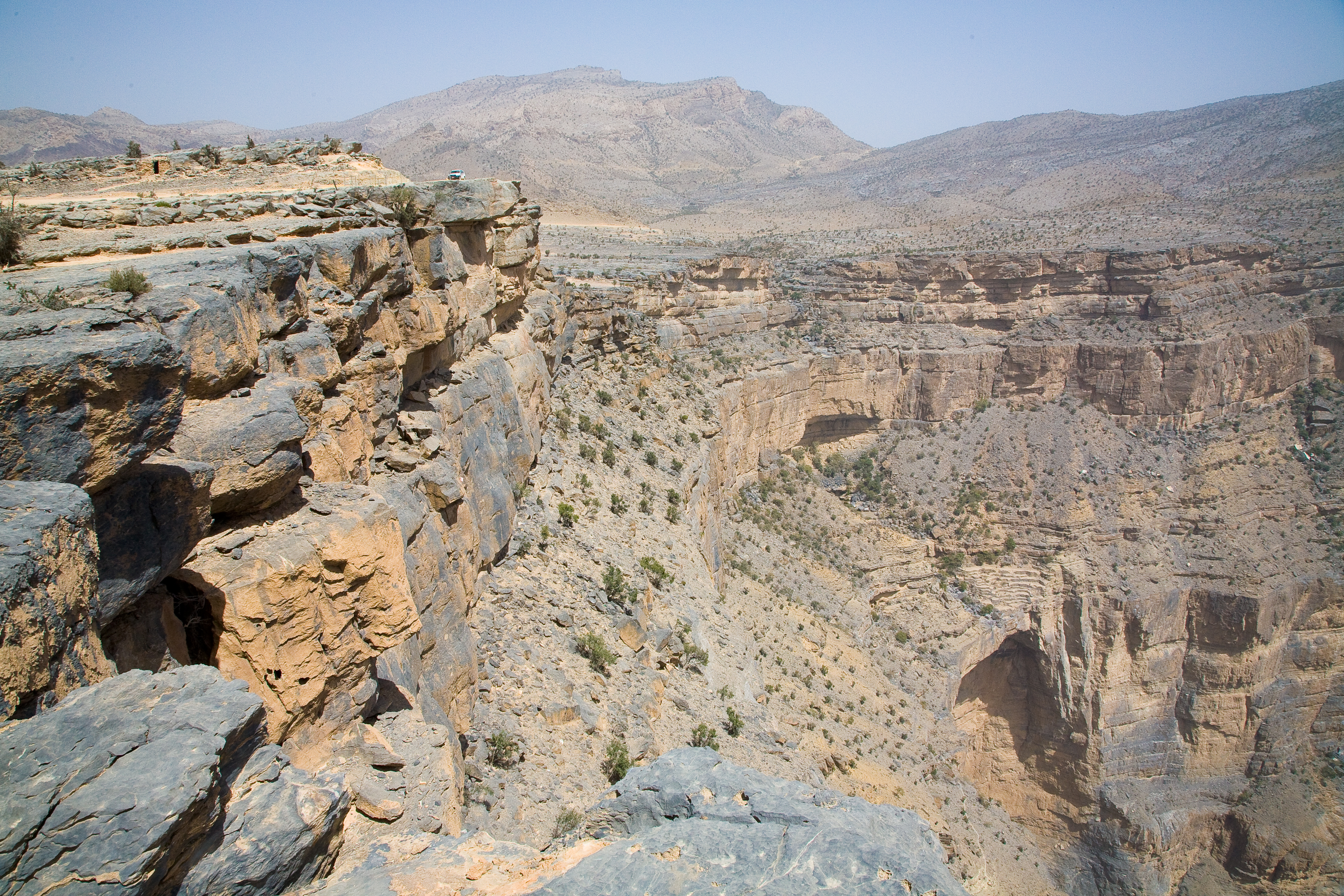
عُمان - جبل شمس جراند كانيون

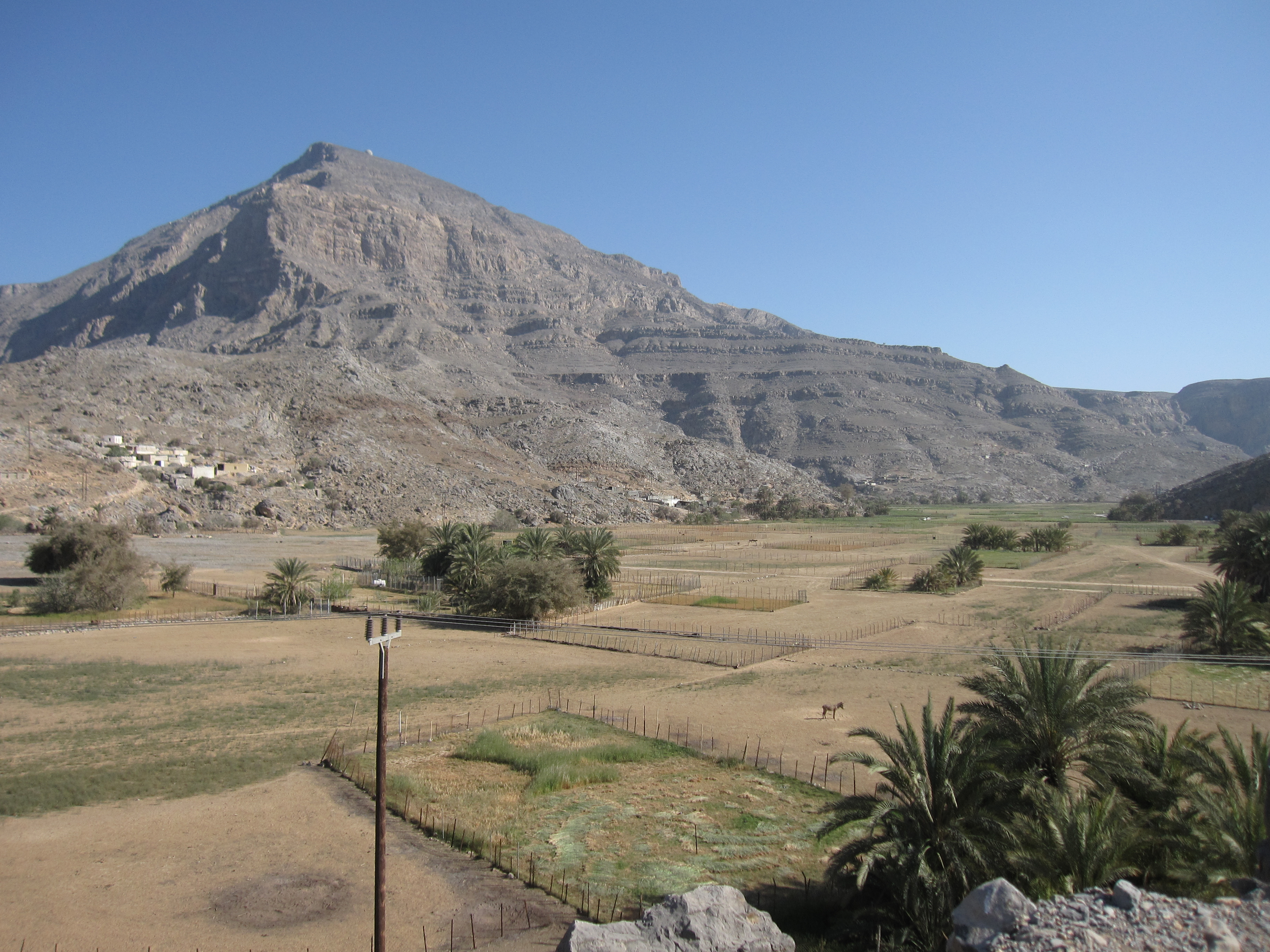
منظر لجبل حارم من الوادي الأخضر

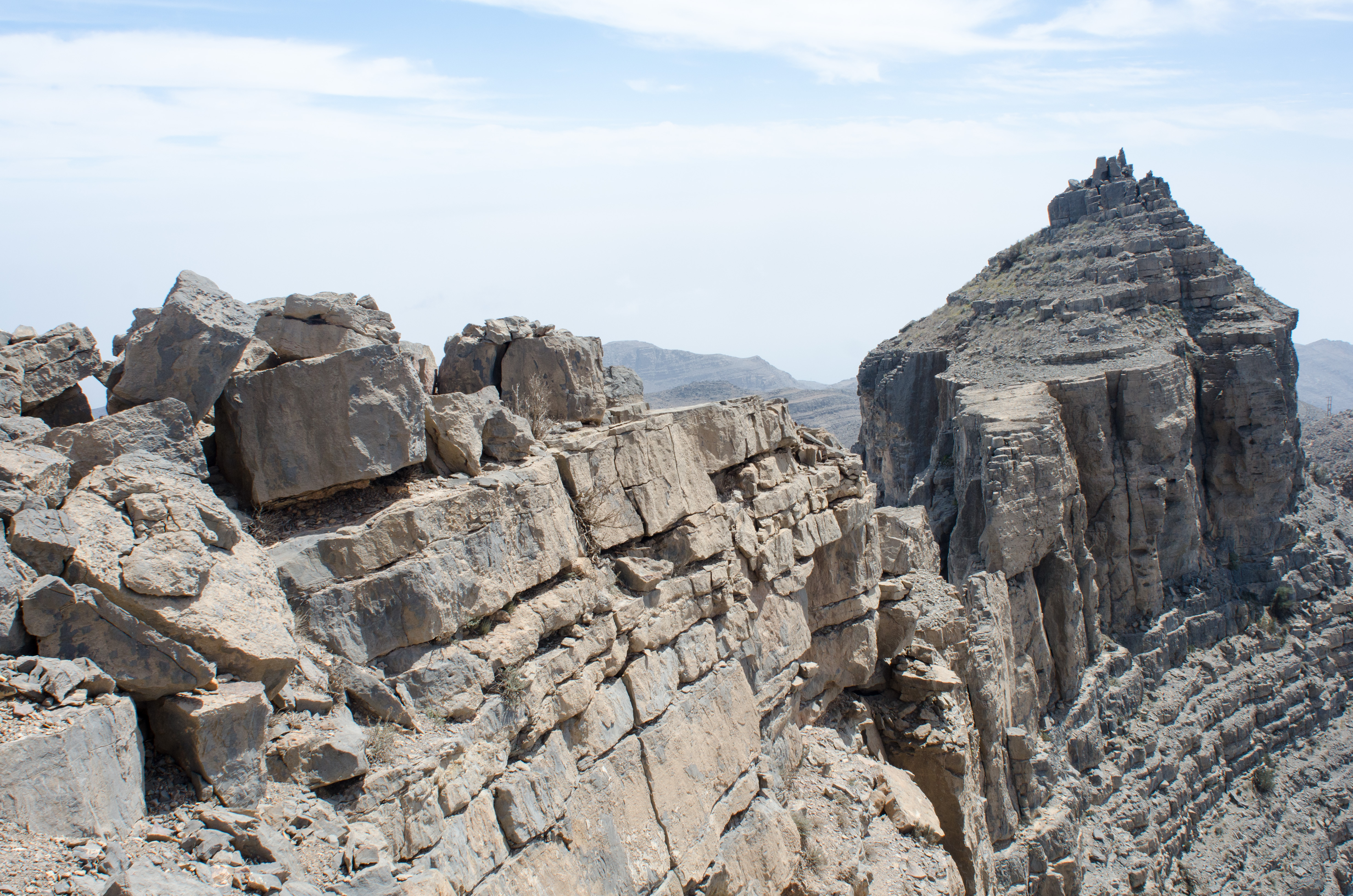
جبل القهوي. في جبال رؤوس الجبل، شبه جزيرة مسندم، عُمان

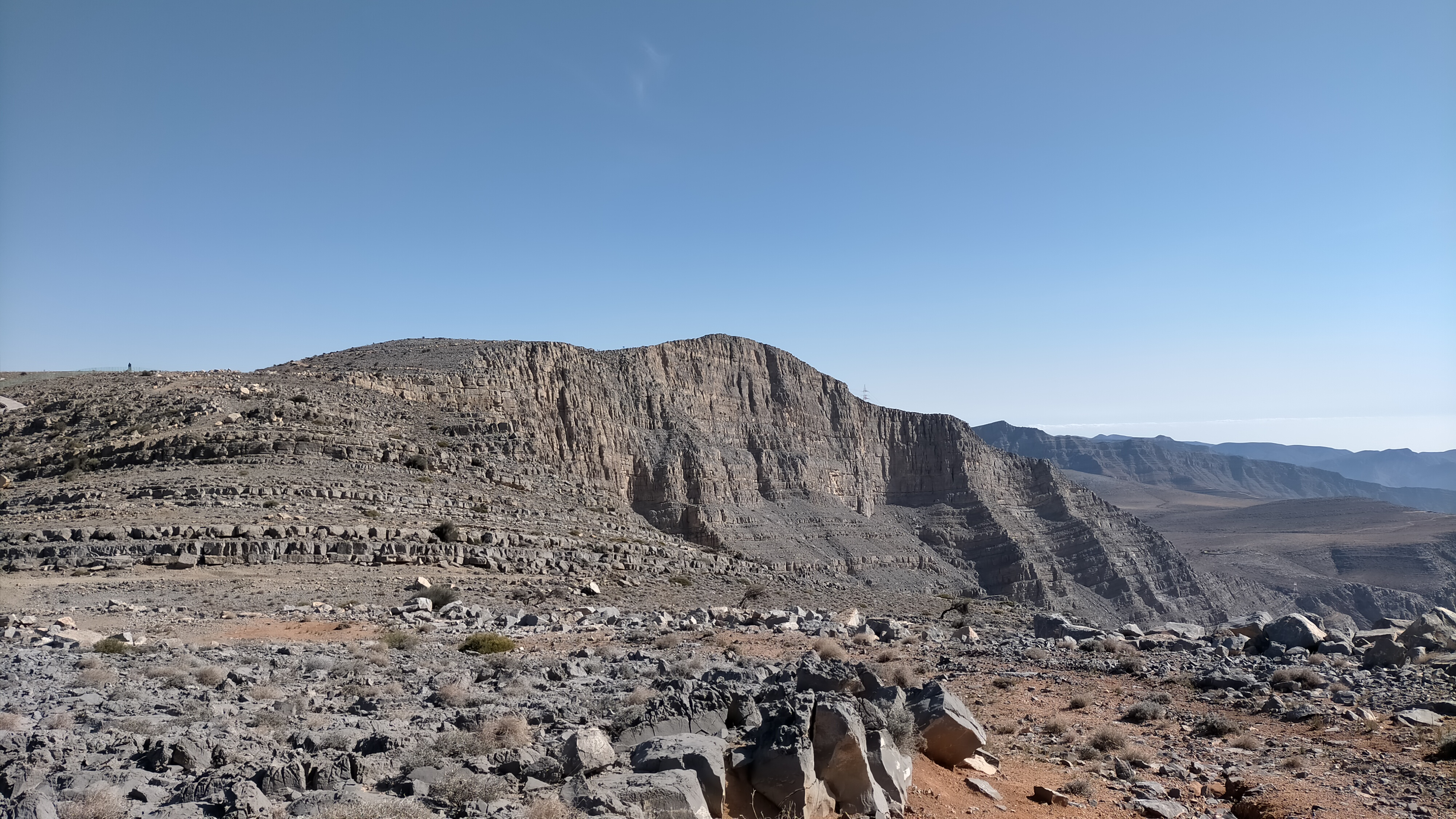
منظر لقمة جبل بل عيص - جبل جيس ومنحدره الجنوبي

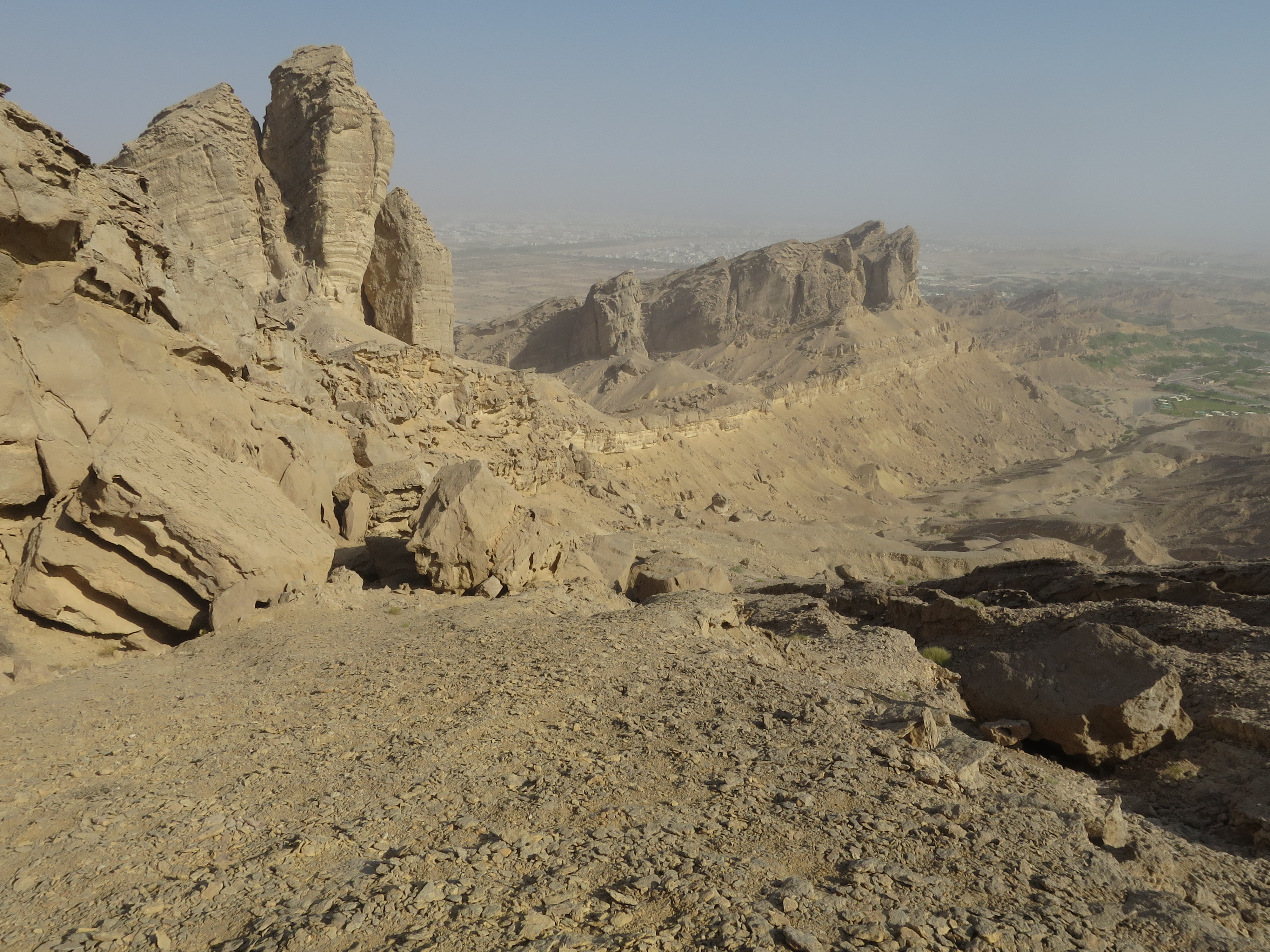
منظر لجبل حفيت

قائمة الجبال في سلطنة عمان- على الرغم من أن معظم البلاد عبارة عن أراضي صحراوية أو شبه صحراوية وأراضٍ مسطحة نسبيًا، إلا أن عُمان بها جبال تشمل جبال الحجر، والتي تقع في شمال شرق السلطنة، وأقصى الشمال الشرقي لدولة الإمارات العربية المتحدة. وتشكل هذه الجبال أعلى سلسلة جبلية في الجزء الشرقي من شبه الجزيرة العربية. .
وتوجد أعلى القمم في الجبل الأخضر، وهي عبارة عن كتلة جبلية يبلغ ارتفاعها حوالي 80 كـم (50 ميل) طولاً، و 32 كـم (20 ميل) عرضًا، وهي تابعة لجبال الحجر، والتي تغطي مساحة 1,135 كـم2 (438 ميل2) مربعًا. تقع فوق 1,500 م (4,900 قدم) منها 410 كـم2 (160 ميل2) تقع على ارتفاع يزيد عن 2,000 م (6,600 قدم) و 30 كـم2 (12 ميل2) تقع فوق 2,500 م (8,200 قدم) .
ومن جانب آخر، فبعض القمم الأكثر أهمية، على الرغم من انخفاض ارتفاعها، تقع على الحدود بين سلطنة عمان، والإمارات العربية المتحدة، حيث تم في بعض الحالات الأستعانة بموقع هذه القمم، بوصفها مرجعًا لتحديد الحدود بين البلدين. 
ومع ذلك، وعلى الرغم من توقيع اتفاقية حدودية بين عمان والإمارات العربية، والتصديق عليها في عام 2003م، والتي تشمل كامل الحدود بين البلدين، بما في ذلك جيوب عمان في شبه جزيرة مسندم وفي ولاية محضة، إلا أن محتويات الاتفاقية لم يتم نشرها بعد، كما أنه لا توجد خرائط مفصلة توضح المحاذاة،  على الرغم من واقعية وضع بعض علامات الحدود والأسوار بالفعل على الأرض. إن النشر المستقبلي لهذه الاتفاقيات والخرائط، ربما يجعل من الضروري تعديل محتوى هذا الملحق.
وهذه القائمة تتضمن اسم وموقع القمم الواقعة بكاملها داخل أراضي سلطنة عمان، أو على الأقل مع وقوع قمتها على خط الحدود، بغض النظر عن مدى ارتفاعها. والقائمة تفتح الباب لأية إضافات جديدة تتعلق بالجبال التي تتوفر فيها مثل هذه الشروط، مع اسم وموقع معروفين، والتي تكون البيانات المرجعية الخاصة بها مدعومة بخرائط تاريخية أو مصادر وثائقية موثوقة أخرى.
كما تتضمن القائمة فقط الجبال التي يمكن اعتبارها، من خلال التصنيف الموضوعي، جبالاً مستقلة ومنفردة، على العكس من الجبال الفرعية لجبال أكبر، أو القمم فرعية، أو النقاط المرتفعة البسيطة.
والعديد من هذه الجبال تعرف بأسماء مختلفة، وذلك نتيجة للتقاليد المحلية والترجمات المختلفة من العربية إلى الإنجليزية، بحيث تتضمن ملاحظة مرجعية فردية الأسماء البديلة، والتي تم التعرف بها على الجبل في مرحلة ما، مصحوبة بمصادر الوثائق الخاصة بها.
يتم تمثيل المنطقة في صور الأقمار الصناعية المختلفة، وبشكل أساسي من خلال Google Earth وGoogle Satellite وBing Satellite. لقد تم تحديد الإحداثيات الدقيقة لكل قمة من القمم، ومدى ارتفاعها بالنسبة لمستوى سطح البحر من خلال مقارنة الخرائط الطبوغرافية OpenTopoMap و OpenMapTiles بهذه الصور، ومعاملة كل منها بأكبر قدر من الموضوعية ومعايير القياس نفسها لجميع القمم. وفي بعض الحالات، تم أيضًا استخدام التعرف المباشر والموقع بواسطة نظام تحديد المواقع العالمي (GPS)، أو تم التحقق من المراجع مقابل البيانات والشهادات التي قدمها المتنزهون والمتسلقون في مسارات الرحلات المنشورة عبر الإنترنت.
كما تم أيضًا أخذ المراجع التي توفرها قاعدة البيانات الجغرافية المرموقة التابعة للوكالة الوطنية للاستخبارات الجغرافية المكانية، التابعة لوزارة الدفاع الأمريكية بعين الاعتبار.

## جبال عمان
| الاسم                        | الملاحظات والأقتباسات | الطلب | سلسسلة الجبال | الدولة                          | المحافظة/ الإمارة       | الارتفاع (م) | الإحداثيات                                              |
| ---------------------------- | --------------------- | ----- | ------------- | ------------------------------- | ----------------------- | ------------ | ------------------------------------------------------- |
| جبل شمس                      | [ 3 ] [ 4 ]           | 001   | جبال الحجر    | عُمان                            | الداخلية                | 3٬018        | 23°14′15.00″N 57°15′49.66″E / 23.2375000°N 57.2637944°E |
| جبل كور                      | [ 5 ]                 | 002   | جبال الحجر    | عُمان                            | الداخلية                | 2٬730        | 23°08′19.4″N 57°00′50.7″E / 23.138722°N 57.014083°E     |
| قرن وكان/ قرن وكان           | [ 6 ]                 | 003   | جبال الحجر    | عُمان                            | الداخلية                | 2٬498        | 23°07′57.2″N 57°43′13.5″E / 23.132556°N 57.720417°E     |
| جبل القيوط                   | [ 7 ]                 | 004   | جبال الحجر    | عُمان                            | الداخلية                | 2٬382        | 23°09′09.7″N 57°27′58.2″E / 23.152694°N 57.466167°E     |
| قرن الحمام                   | [ 8 ]                 | 005   | جبال الحجر    | عُمان                            | جنوب الباطنة            | 2٬344        | 23°16′21.2″N 57°47′15.1″E / 23.272556°N 57.787528°E     |
| الجبل الأخضر                 | [ 9 ]                 | 006   | جبال الحجر    | عُمان                            | جنوب الشرقية            | 2٬200        | 22°31′47.6″N 59°12′27.9″E / 22.529889°N 59.207750°E     |
| قرن الخضر                    | [ 10 ]                | 007   | جبال الحجر    | عُمان                            | الداخلية                | 2٬118        | 23°01′53.1″N 57°43′07.3″E / 23.031417°N 57.718694°E     |
| جبل مشط                      | [ 11 ]                | 008   | جبال الحجر    | عُمان                            | الداخلية                | 2٬090        | 23°15′26.0″N 56°59′57.3″E / 23.257222°N 56.999250°E     |
| جبل الحريم                   | [ 4 ]                 | 009   | جبال الحجر    | عُمان                            | مسندم                   | 2٬087        | 25°58′35.04″N 56°13′57.00″E / 25.9764000°N 56.2325000°E |
| جبل نخل/ جبل نخل             | [ 12 ]                | 010   | جبال الحجر    | عُمان                            | جنوب الباطنة            | 2٬065        | 23°19′50.0″N 57°52′49.9″E / 23.330556°N 57.880528°E     |
| رأس الشايف                   | [ 13 ]                | 011   | جبال الحجر    | عُمان                            | الداخلية                | 2٬029        | 23°01′53.9″N 57°40′45.2″E / 23.031639°N 57.679222°E     |
| جبل الغول                    | [ 14 ]                | 012   | جبال الحجر    | عُمان                            | الداخلية                | 1٬982        | 23°07′38.7″N 57°08′51.7″E / 23.127417°N 57.147694°E     |
| راس الكابول                  | [ 15 ]                | 013   | جبال الحجر    | عُمان                            | جنوب الباطنة            | 1٬972        | 23°01′47.8″N 57°39′13.9″E / 23.029944°N 57.653861°E     |
| جبل الجرو                    | [ 16 ]                | 014   | جبال الحجر    | عُمان                            | جنوب الباطنة            | 1٬928        | 23°13′18.8″N 57°28′48.6″E / 23.221889°N 57.480167°E     |
| جبل بل عيص/ جبل جيس          | [ 17 ]                | 015   | جبال الحجر    | عُمان                            | مسندم                   | 1٬911        | 25°57′12.3″N 56°11′03.5″E / 25.953417°N 56.184306°E     |
| الجبل الاسود (جنوب شرق مسقط) | [ 18 ]                | 016   | جبال الحجر    | عُمان                            | مسقط                    | 1٬909        | 23°08′16.6″N 58°40′27.6″E / 23.137944°N 58.674333°E     |
| جبل حمير                     | [ 19 ]                | 017   | جبال الحجر    | عُمان                            | جنوب الباطنة            | 1٬815        | 23°16′35.6″N 57°39′57.3″E / 23.276556°N 57.665917°E     |
| جبل بني جبر                  | [ 20 ]                | 018   | جبال الحجر    | عُمان                            | جنوب الشرقية            | 1٬809        | 22°43′55.4″N 59°07′41.2″E / 22.732056°N 59.128111°E     |
| جبل السيح                    | [ 21 ]                | 019   | جبال الحجر    | عُمان · الإمارات العربية المتحدة | مسندم · رأس الخيمة      | 1٬746        | 25°58′18.8″N 56°11′30″E / 25.971889°N 56.19167°E        |
| جبل القهوى                   | [ 22 ]                | 020   | جبال الحجر    | عُمان                            | مسندم                   | 1٬735        | 25°44′35.78″N 56°12′36.35″E / 25.7432722°N 56.2100972°E |
| جبل الهضبة                   | [ 23 ]                | 021   | جبال الحجر    | عُمان · الإمارات العربية المتحدة | مسندم · رأس الخيمة      | 1٬712        | 26°01′08.4″N 56°10′56.2″E / 26.019000°N 56.182278°E     |
| جبل طفيف                     | [ 24 ]                | 022   | جبال الحجر    | عُمان                            | مسندم                   | 1٬598        | 25°43′40.3″N 56°10′09.2″E / 25.727861°N 56.169222°E     |
| جبل حرف تيلا                 | [ 25 ]                | 023   | جبال الحجر    | عُمان · الإمارات العربية المتحدة | مسندم · رأس الخيمة      | 1٬568        | 25°41′21.4″N 56°09′30.6″E / 25.689278°N 56.158500°E     |
| جبل خنزور                    | [ 26 ]                | 024   | جبال الحجر    | عُمان                            | مسندم                   | 1٬560        | 25°56′53.1″N 56°12′32.2″E / 25.948083°N 56.208944°E     |
| جبل يبانة                    | [ 27 ]                | 025   | جبال الحجر    | عُمان · الإمارات العربية المتحدة | مسندم · رأس الخيمة      | 1٬480        | 25°52′30.0″N 56°09′36.0″E / 25.875000°N 56.160000°E     |
| جبل الحقب/ جبل الحقب         | [ 28 ]                | 026   | جبال الحجر    | عُمان                            | مسندم                   | 1٬470        | 25°49′44.4″N 56°13′48.4″E / 25.829000°N 56.230111°E     |
| جبل بحر                      | [ 29 ]                | 027   | جبال الحجر    | عُمان                            | مسندم                   | 1٬460        | 25°45′22.8″N 56°10′53.9″E / 25.756333°N 56.181639°E     |
| الجبل الأبيض                 | [ 30 ]                | 028   | جبال الحجر    | عُمان                            | الداخلية                | 1٬426        | 23°35′36.6″N 56°25′04.6″E / 23.593500°N 56.417944°E     |
| جبل الشام                    | [ 31 ]                | 029   | جبال الحجر    | عُمان                            | الداخلية                | 1٬420        | 23°52′23.0″N 56°32′52.0″E / 23.873056°N 56.547778°E     |
| جبل الحارة / قمة جميلة       | [ 32 ]                | 030   | جبال الحجر    | عُمان                            | مسندم                   | 1٬365        | 26°06′00.0″N 56°10′33.2″E / 26.100000°N 56.175889°E     |
| أم النسور/ جبل حتى           | [ 33 ]                | 031   | جبال الحجر    | عُمان · الإمارات العربية المتحدة | البريمي · دبي · الشارقة | 1٬280        | 24°44′35.8″N 56°04′53.1″E / 24.743278°N 56.081417°E     |
| جبل حالات                    | [ 34 ]                | 032   | جبال الحجر    | عُمان                            | الداخلية                | 1٬210        | 23°49′58.8″N 56°33′39.3″E / 23.833000°N 56.560917°E     |
| جبل حفيت                     | [ 35 ] [ 36 ]         | 033   | جبال الحجر    | عُمان · الإمارات العربية المتحدة | البريمي · أبو ظبي       | 1٬108        | 24°03′28.3″N 55°46′52.5″E / 24.057861°N 55.781250°E     |
| جبل السميني/ جبل السميني     | [ 37 ] [ 38 ]         | 034   | جبال الحجر    | عُمان                            | البريمي                 | 1٬056        | 24°42′12.1″N 55°55′02.9″E / 24.703361°N 55.917472°E     |
| جبل بوفرج                    | [ 39 ] [ 40 ]         | 035   | جبال الحجر    | عُمان · الإمارات العربية المتحدة | البريمي · رأس الخيمة    | 889          | 24°52′15.92″N 56°03′43.06″E / 24.8710889°N 56.0619611°E |